# Bệnh nấm da
Bệnh nấm da hay hắc lào, bệnh lác đồng tiền, là bệnh do vi nấm thuộc nhóm dermatophytes gây nên, hay gặp nhất là ba loại microsporum, trychophyton và epidermophyton.
Dấu hiệu nổi bật nhất của bệnh là ngứa, nổi mẩn đỏ, có mụn nước, vùng có nấm thường tròn như đồng tiền. Cảm giác ngứa ngáy rất khó chịu ở vùng da bị tổn thương, cả ngày lẫn đêm, ngứa nhiều hơn khi về đêm, đổ mồ hôi, thời tiết nóng bức... Nổi mẩn đỏ một vùng có giới hạn rõ, trên bề mặt xuất hiện những mụn nước, tập trung ở phần rìa vùng nổi mẩn. Bệnh có thể gặp ở bẹn, chân tay, mặt, bụng, ngực...
Nếu không điều trị kịp thời bệnh sẽ lây sang những vị trí khác của cơ thể, tăng mức độ tổn thương trên da, chàm hóa hoặc dễ dàng lây sang người khác do tiếp xúc trực tiếp hoặc lây qua quần áo.

## Điều trị
Bệnh hắc lào tuy gây nhiều khó chịu cho người bệnh nhưng chữa trị không khó. Nhưng nếu dùng thuốc không đúng thuốc quá mạnh, bôi sang cả vùng da lành, da non thì sẽ gây ra tình trạng phỏng, chảy nước vùng bôi thuốc, thậm chí nếu dùng theo lời mách bảo không đúng còn gây nhiễm khuẩn, sưng đau.
Những loại thuốc cổ điển như ASA, BSA, BSI... cũng có tác dụng tốt nhưng gây lột da nhiều, đau rát, có thể làm sạm da. Hiện nay trên thị trường đã có những loại thuốc mới, có thể bôi hoặc uống.
Thuốc bôi như ketoconazol, miconazol, clotrimazol, doxycyclin..... Những thuốc này có ưu điểm là không có màu, mùi thơm, không gây lột da, không sưng đau nhưng cũng có thể gây ra những dị ứng nhẹ. Những dị ứng này sẽ hết khi ngừng dùng thuốc.
Trong trường hợp bệnh tái phát nhiều lần có thể phải dùng thuốc chống nấm dạng uống. Tuy nhiên việc dùng thuốc gì và liều lượng như thế nào cần phải được thầy thuốc chuyên về da liễu khám và chỉ định, nếu tự ý dùng có thể sẽ xảy ra những tác dụng phụ nguy hiểm.

## Phương pháp phòng bệnh
Nguyên nhân gây ra bệnh hắc lào là do sống trong môi trường không vệ sinh, người ra nhiều mồ hôi mà ít tắm giặt, bơi lội trong vùng nước bẩn.
Chính vì vậy việc phòng bệnh phải bắt đầu bằng lối sống vệ sinh sạch sẽ, tắm gội và giặt giũ quần áo, chăn màn thường xuyên. Những người đang bị bệnh, bên cạnh việc dùng thuốc tại chỗ phải diệt nấm ở những vật dụng cá nhân như quần áo, chăn màn... bằng cách luộc ở nước sôi 100 độ C trong vòng 15 phút.
Đối với người lành không mang bệnh không nên mặc quần áo chung với người khác, tránh làm việc nơi ẩm ướt, nếu ra mồ hôi nhiều cần phải thường xuyên tắm giặt và giữ khô những vùng nếp như háng, nách, bẹn. Khi mắc bệnh phải đi khám để được hướng dẫn chữa trị đúng.